# Chronobiologie et obésité
La chronobiologie (du grec ancien khrónos, « temps », bíos, « vie », et lógos, « étude ») est une discipline scientifique qui étudie les processus de synchronisation (rythmes biologiques) par des mécanismes qui se produisent dans les organismes vivants à leurs différents niveaux d'organisation. Chez l’humain, l’expression de 2 à 25 % de la totalité des gènes fluctue dans le temps.
L'obésité est maintenant l'un des problèmes de santé les plus graves du 21e siècle et la mortalité associée à cette maladie chronique ne cesse d'augmenter. Elle est régulée par plusieurs facteurs endogènes et exogènes qui ont d’importants impacts sur l'horloge biologique. Plusieurs études ont démontré que des perturbations au niveau des rythmes circadiens peuvent entraîner des dérèglements métaboliques, endocriniens et cardiovasculaires, soient des maladies associées à l’obésité.

## Perturbations chronobiologiques
Une perturbation chronobiologique est un terme qui suggère que les rythmes circadiens peuvent devenir désynchronisés et avoir ainsi divers effets sur la santé. Une perturbation chronobiologique a été définie comme étant une perturbation importante de l'ordre temporel interne des rythmes physiologiques, biochimiques et comportementaux des rythmes circadiens. C'est aussi une rupture de la relation de phase normale entre les rythmes circadiens internes et les cycles environnementaux de 24 heures (changement d'amplitude ou de phase). Dans notre société moderne, une perturbation chronobiologique peut être le résultat de plusieurs conditions, tel que le décalage horaire, le manque de sommeil ou la consommation alimentaire nocturne, qui sont tous étroitement associés à différentes pathologies, incluant l’obésité.

### Lumière
Le cycle lumière-obscurité est la principale entrée de synchronisation du noyau suprachiasmatique (NSC). L'activation par la lumière bleue des cellules ganglionnaires de la rétine contenant de la mélanopsine est suffisante pour assurer une synchronisation circadienne. Il a été démontré qu'un déficit en lumière associé à un timing inapproprié, un spectre sous-optimal ou une intensité insuffisante peut contribuer à plusieurs problèmes de santé associés à une perturbation chronobiologique,.

### Temps d’alimentation
L’alimentation est sujette à la régulation circadienne. Les temps d’alimentation jouent un rôle majeur dans la synchronisation des oscillateurs périphériques. C’est pourquoi des temps d’alimentation inhabituels peuvent mener à une prise de poids et produire des perturbations chronobiologiques en provoquant une désynchronisation interne par dissociation des oscillateurs périphériques du NSC. Cette désynchronisation peut ainsi mener à des conséquences néfastes pour la santé de l’homme : les personnes possédant un style de vie nocturne (réveil tardif, négligence du petit déjeuner et dîner tardif) présentent de l’hyperglycémie soutenue durant la nuit et de l’hypoglycémie le matin. De plus, leurs niveaux de mélatonine et de leptine seraient diminués. Des temps d’alimentation inhabituels comme ceux d’un mode de vie nocturne représentent donc un facteur de risque pour la santé du monde moderne, tel que le syndrome de fringale nocturne, l’obésité et le diabète.

### Altération des gènes
Chez l'humain, l'horloge circadienne régule 10 % de la transcription des gènes dans l’ensemble des tissus. Cette régulation influence les cycles métaboliques de l’organisme et explique ainsi son influence sur le risque accru d’obésité. Pour tirer ces conclusions, plusieurs études se sont fiées au modèle de la souris en introduisant des changements génétiques au sein de leur génome. Les principaux gènes ciblés par les publications scientifiques comprennent entre autres Clock, Bmal1 et Cryptochrome. En effet, les souris mutantes pour le gène Clock montraient des signes d’hyperglycémie et un niveau bas d’insuline, les mettant plus à risque de développer un diabète de type II en abîmant les cellules-ß insuline du pancréas. De surcroît, des souris mutantes pour le gène Cryptochrome II montrent également de bas niveaux en glucose et des risques accrus pour le diabète type II. Quant au gène Bmal1, lorsqu'une mutation décroît sa production, les résultats montrent une dyslipidémie, ainsi qu’une formation de gras ectopique, ce qui prouve son implication dans le cycle des lipides. Ces pathologies sont toutes liées à l’obésité, ce qui permet de conclure que l’altération de certains gènes influence des processus métaboliques.

### Hormones
Un autre perturbateur des cycles chronobiologiques humains serait les variations hormonales anormales qui augmentent la tendance d’obésité. Un exemple représentatif de cette problématique serait la mélatonine. Cette dernière est considérée comme un antioxydant anti-inflammatoire, voire un régulateur épigénétique, qui neutralise les radicaux libres. Son impact sur l’obésité se reflète par son action d’hormone protectrice qui réduit la pression sanguine et améliore la voie métabolique du glucose tout en jouant sur l’activité de l’insuline. De surcroît, la leptine est une hormone peptidique qui régule les réserves de graisses dans l’organisme. Elle se trouve en faible concentration durant le jour, soit lorsque la faim est à son maximum, et à haute teneur durant la nuit, soit lorsque l’appétit est à son minimum. 
On retrouve[Qui ?] cette même variation pour d’autres hormones, telles que l'ACTH et le cortisol. En ce qui concerne une des plus importantes hormones qui régulent la faim, soit la ghréline, les sujets obèses seraient en manque de cette hormone. Ce déclin est expliqué par son inhibition dans différents tissus dans le but de réinstaurer la régulation de l’énergie. Inversement, une hausse du taux de ghréline dans le sang a été observée chez des patients en perte de poids.

### Sommeil
Les altérations du sommeil sembleraient être liées à la consommation de nourriture, et donc, à l’obésité. En effet, plusieurs études ont démontré que les personnes ayant un court sommeil auraient de faibles niveaux de leptine (hormone anorexigène) et de hauts niveaux de ghréline (hormone dérivée de l’estomac), suggérant ainsi que le manque de sommeil pourrait affecter les régulateurs périphériques de la faim. De plus, il est de plus en plus évident que l’interleukine-6 et autres cytokines pro-inflammatoires seraient des « facteurs du sommeil » (rôle encore peu démontré). Également, ces cytokines influenceraient la consommation d'énergie en augmentant la sensibilité à l'insuline et à la leptine. Il a aussi été démontré que les polymorphismes du gène Clock seraient associés à la prise de nourriture et que les cytokines joueraient un rôle important à cet égard.
Dans un environnement où la nourriture est facilement disponible, une réduction du sommeil peut simplement représenter une occasion de manger (augmentation de l’apport calorique). La privation partielle de sommeil chronique entraîne également une sensation évidente de fatigue, ce qui pourrait entraîner une réduction de l'activité physique.

## Tissus adipeux
Le tissu adipeux possède sa propre horloge chronobiologique, étant ainsi capable de fonctionner de manière autonome (indépendamment du NSC) par l’expression circadienne de ses gènes d’horloge. Ces derniers jouent un rôle essentiel dans la physiologie du tissu adipeux en régulant l’expression rythmique des substances bioactives sécrétées, comme les adipocytokines (adiponectine, leptine et résistine) qui affectent le métabolisme. La rythmicité de ces dernières est grandement atténuée (voire absente) chez les patients obèses. De plus, les rythmes circadiens de ce tissu sont altérés par certaines conditions, telle que l’obésité, qui atténuent, voire bloquent, l’expression des gènes d'horloge. Cette adiposité est ainsi associée à des perturbations chronobiologiques : une obésité abdominale est corrélée à une diminution de la production d’adiponectine et de ses récepteurs, ou encore à la perte de la rythmicité de l’enzyme lipoprotéine lipase (LPL). En effet, en conditions normales, cette dernière présente une rythmicité circadienne dans son expression, qui est maximale lors des temps de repas afin de faciliter l’accumulation de gras dans le tissu adipeux. Cependant, si l’expression de cette enzyme devient arythmique, donc déphasée comparé aux temps de repas d’un individu, ce dernier sera sujet au stockage d’acides gras libres, menant à une lipotoxicité, des comorbidités musculaires ou pancréatiques et au syndrome métabolique.

## Chronothérapies
Plusieurs articles montrent que l'augmentation de l'exposition à la lumière vive et sa régularité améliorent la fonction dans un certain nombre d'états cliniques étroitement liés à l'obésité,. De plus, le respect d'un horaire de sommeil régulier et d'une heure de lever régulière est fondamental. La régularisation des horaires veille-sommeil pendant 4 semaines chez les jeunes adultes a entraîné une amélioration significative de la vigilance diurne et de l'efficacité du sommeil nocturne.
L’obésité peut aussi être traitée d'un point de vue chronobiologique, en considérant la régularité et le moment choisi pour l’apport en nutriments. Des études chez l'animal ont démontré qu'une disponibilité régulière et restreinte de nourriture améliore la synchronisation du système circadien.
De plus, l’exercice physique s’avère à être un facteur clé dans la prévention et le traitement de l’obésité. Des études épidémiologiques indiquent qu'un exercice prolongé et régulier est associé à un meilleur sommeil nocturne et à une fatigue moindre pendant la journée.
À partir d'études épidémiologiques récentes montrant le lien entre certains polymorphismes du gène d'horloge et l'obésité, une nouvelle stratégie de traitement chronobiologique pourrait être proposée dans un proche avenir. Toute réussite du traitement de l'obésité dépend, en partie, des antécédents génétiques du patient. 
L'identification des polymorphismes du gène Clock pourrait être utile dans le diagnostic de l'obésité et pourrait permettre de prédire le résultat des stratégies de réduction du poids corporel basées sur des régimes à faible consommation d'énergie.
De nombreuses preuves démontrent que la mélatonine peut resynchroniser le rythme veille-sommeil chez les aveugles, ainsi que dans le décalage horaire et le travail posté. La mélatonine induit le sommeil et améliore donc la robustesse circadienne. Des études chez l'animal ont mis en évidence les conséquences positives pour la santé d'une administration régulière prolongée de mélatonine.